# Relaciones Chile-Nepal
Las relaciones Chile-Nepal son las relaciones internacionales entre la República de Chile y la República Federal Democrática de Nepal.

## Historia

### SigloXX
Las relaciones diplomáticas entre Chile y Nepal fueron establecidas en 1962.

## Relaciones comerciales
En 2023, el intercambio comercial entre ambos países ascendió a los 0,41 millones de dólares estadounidenses, lo que supuso un -11,2% de crecimiento promedio anual en los últimos cinco años. Los principales productos exportados por Chile fueron nueces y vinos, mientras que Nepal exportó mayoritariamente laminadoras para metal y manufacturas siderúrgicas.

## Misiones diplomáticas
- La embajada de Chile en la India concurre con representación diplomática a Nepal.[3] Asimismo, Chile cuenta con un consulado honorario en Katmandú.[4]
- La embajada de Nepal en Brasil concurre con representación diplomática a Chile.[3]